# Panait I. Panait
Panait I. Panait (n. 25 noiembrie 1931, Pietroiu, Ialomița, astăzi Borcea, Călărași – d. 21 martie 2015) a fost un istoric și arheolog român, cu preocupări în domeniul arheologiei medievale. Împreună cu Ștefan Ionescu, a scris lucrarea Constantin vodă Brâncoveanu: Viața. Domnia. Epoca, o monografie de referință în domeniu. A fost căsătorit cu istorica Ioana Cristache-Panait.
Panait I. Panait a făcut studii secundare la Călărași. Studiile universitare le-a urmat între 1951-1956 la București. A fost din 1956 șef de secție la Muzeul de Istorie al municipiului București, ulterior a deținut și funcția de director. A făcut săpături arheologice în București și în jurul orașului, fiind interesat de istoria sa. A dublat preocuparea pentru aducerea la lumină a vestigiilor și de interesul pentru conservarea lor, aducând contribuții muzeologice.

## Opere
- Panait, Panait I. (1962), Aspecte din lupta populației bucureștene împotriva regimului turcofanariot: 1716 - 1821, București: Muzeul de Istorie a Orașului București
- Ionescu, Ștefan; Panait, Panait I. (1969), Constantin Vodă Brîncoveanu: Viața. Domnia. Epoca, București: Editura științifică
- Panait, Panait I.; Ștefănescu, Aristide (1973), Muzeul Curtea Veche, București
- Almaș, Dumitru; Panait, Panait I. (1974), Curtea veche din București, București: Editura pentru Turism
- Panait, Panait I.; Flaut, Daniel (2004), Arheologie medievală română, Constanța: Ovidius University Press

## Distincții
A fost decorat cu Crucea patriarhală de către patriarhul Daniel.
A fost distins de două ori cu Meritul Cultural.